# Comuna Zrazkove, Kuibîșeve
Zrazkove (în ucraineană Зразкове) este o comună în raionul Kuibîșeve, regiunea Zaporijjea, Ucraina, formată din satele Dibrova, Verhnodrahunske, Zelenîi Hai și Zrazkove (reședința).

## Demografie
Componența lingvistică a comunei Zrazkove
     Ucraineană (90,31%)
     Germană (4,84%)
     Rusă (4,65%)
Conform recensământului din 2001, majoritatea populației comunei Zrazkove era vorbitoare de ucraineană (90,31%), existând în minoritate și vorbitori de germană (4,84%) și rusă (4,65%).